# INAXライブミュージアム
INAXライブミュージアム（いなっくすライブミュージアム、INAX MUSEUMS）は、愛知県常滑市奥栄町1-130にある文化施設。株式会社LIXILが運営する企業博物館である。
INAX（現在のLIXIL）が運営していた既存の3施設に新たに2施設を加えて、2006年（平成18年）にグランドオープンした。「発見と継承」をキーワードに掲げた、体験・体感型ミュージアムとして位置付けられている。2012年4月に「建築陶器のはじまり館／テラコッタパーク」を開設。2025年4月、７館目となる展示館「トイレの文化館」を開設。

## 施設

### 窯のある広場・資料館
1921年（大正10年）に建築された建物で、煉瓦造りの煙突と大型の両面焚倒焔式石炭窯を持ち、かつては土管やタイルなどを焼いていた。1986年（昭和61年）から産業遺産として公開を開始。資料館と煙突は1997年（平成9年）に国の登録有形文化財に登録された。開館時は、には、部が飴色に輝く古い大きな窯と、日本の近代化に大きく貢献した土管を、2階に明治から昭和にかけて作られた陶磁器の染付古便器などを展示。2006年にはすぐ隣に、タイル製造に使用されていたトンネル窯（伊奈製陶 旧上野外装工場に1972年築炉、2005年火止め）が部分移築された。2016年12月12日より、煙突及び資料館の文化財保全事に伴い、一時閉館。2019年10月にリニューアルオープン。両面焚倒炎式角窯の内部では、プロジェクションマッピングで炎が対流しながらやきものを焼く様子を臨場感たっぷりに再現している。  染付古便器コレクションは「世界のタイル博物館 」1階展示室にて展示公開。

### 世界のタイル博物館
1991年（平成3年）にタイル研究家の山本正之から6,000点のタイルコレクションが常滑市へ寄贈され、その管理・研究・公開がINAXに委託されたことから1997年に開館。同コレクションと、INAXの保有する資料を展示公開しており、5500年前のメソポタミアから現代に至る、各時代の代表的なタイル装飾空間を再現した1階と、歴史的な装飾タイルの数々を展示した2階からなる。2階の常設展示室では、紀元前の古代から19世紀近代までのタイルコレクション約7000点の中から選りすぐったものを、地域別（オリエント、イスラーム、スペイン、オランダ、イギリス、中国、日本）にコーナーを設けて展示している。また、1階の展示室では、日本の古便器コレクションを常設展示している。1997年度には第5回愛知まちなみ建築賞を受賞している。

### 陶楽工房
モザイクアートやタイル絵付けどの体験が出来る工房。2020年より事前予約制となっている。

### 土・どろんこ館
2006年10月開館。「光るどろだんごづくり」体験教室やワークショップを開催する。左官職人の久住有生（くすみなおき）により、版築で仕上げられた土壁の外観、受付横には、「常滑大壁」がカーブと角のめりはりのある弧で奥行を感じさせ、難易度の高い左官技術で形が仕上げられている。弧と弧の間の管は、建築家フランク・ロイド・ライトが旧帝国ホテルのすだれ煉瓦に採用したのと同じ知多半島・内海の土を使っている。壁に使われている日干し煉瓦3,000個は、開館前にワークショップを開催してつくられた。

### やきもの工房
2006年開設。3つの創作テーマを掲げてものづくりの未来形を追求する工房。2010年上海万博・日本産業館・INAXブースに出品した「黄金のトイレ」を展示。2021年7月より、施設名称を「ものづくり工房」から「やきもの工房」に変更。

### 建築陶器のはじまり館／テラコッタパーク
2012年4月開設。大正から昭和初期の建築物を飾った、やきもの製のタイルやテラコッタを展示。フランク・ロイド・ライト設計の帝国ホテル旧本館食堂の柱の一部も展示。屋内エリアと自然光のもとテラコッタを鑑賞できる屋外エリア「テラコッタパーク」からなる展示施設。
2013年には日本建築学会賞（業績）を受賞した。表彰業績名は「日本のテラコッタ建築～大正・昭和初期の装飾の保存と公開」。
地面積は777平方メートル（うち、屋外展示エリア＝テラコッタパーク＝648平方メートル）。

### ギャラリー
- 世界のタイル博物館
- 世界のタイル博物館の館内
- 窯のある広場・資料館
- 倒炎式角窯
- 土・どろんこ館とものづくり工房
- 土・どろんこ館の館内
- 窯のある広場
- 建築陶器のはじまり館
- テラコッタパーク
- トンネル窯

## 利用詳細
- 開館時間 - 10:00〜17:00（入館16:30まで）
- 休館日 - 毎週水曜日（祝日の場合は開館）、年末年始
- 共通入館料 - 一般：1000円、学生 800円 、中高生：500円、小学生：250円、70歳以上：900円、障がい者：無料。（各種割引有り）

※ 「窯のある広場・資料館」「世界のタイル博物館」「トイレの文化館」「建築陶器のはじまり館」「土・どろんこ館」「やきもの工房」が有料施設になっており、共通入館券で見学可能。

## アクセス

### 公共交通機関
- 名鉄常滑線 常滑駅、中部国際空港から知多バスで「知多半田駅」行き、「INAXライブミュージアム前」バス停下車、徒歩で約2分。
- 名鉄河和線 知多半田駅 から知多バスで「中部国際空港」行き、「INAXライブミュージアム前」バス停下車、徒歩で約2分。
- JR線の場合、武豊線 半田駅から徒歩で「知多半田駅」または「末広町」バス停に向かうことにより、上記バス路線を利用することが可能。

### 自家用車
- 知多半島道路 半田I.C. から約15分。